# Veslování na Letních olympijských hrách 1928
Veslování na Letních olympijských hrách 1928 v Amsterdamu.

## Medailisté

### Muži
| Disciplína              | Zlato | Stříbro | Bronz |
| Skif                    | Bobby Pearce · Austrálie (AUS) | Kenneth Myers · Spojené státy americké (USA) | Theodore Collet · Velká Británie (GBR) |
| Dvojskif                | Spojené státy americké (USA) · Paul Costello · Charles McIlvaine | Kanada (CAN) · Joseph Wright, Jr. · Jack Guest | Rakousko (AUT) · Leo Losert · Viktor Flessl |
| Dvojka bez kormidelníka | Německo (GER) · Bruno Müller · Kurt Moeschter | Velká Británie (GBR) · Terence O'Brien · Robert Nisbet | Spojené státy americké (USA) · Paul McDowell · John Schmitt                                                                                                |
| Dvojka s kormidelníkem  | Švýcarsko (SUI) · Hans Schöchlin · Karl Schöchlin · Hans Bourquin | Francie (FRA) · Armand Marcelle · Edouard Marcelle · Henri Préaux | Belgie (BEL) · Léon Flament · François de Coninck · Georges Anthony                                                                                        |
| Čtyřka bez kormidelníka | Velká Británie (GBR) · John Lander · Michael Warriner · Richard Beesly · Edward Vaughan Bevan                                                                                            | Spojené státy americké (USA) · Charles Karle · William Miller · George Healis · Ernest Bayer                                                                             | Itálie (ITA) · Cesare Rossi · Pietro Freschi · Umberto Bonadè · Paolo Gennari                                                                              |
| Čtyřka s kormidelníkem  | Itálie (ITA) · Valerio Perentin · Giliante D'Este · Nicolò Vittori · Giovanni Delise · Renato Petronio                                                                                   | Švýcarsko (SUI) · Ernst Haas (veslař) · Joseph Meyer · Otto Bucher · Karl Schwegler · Fritz Bösch                                                                        | Polsko (POL) · Franciszek Bronikowski · Edmund Jankowski · Leon Birkholc · Bernard Ormanowski · Bolesław Drewek                                            |
| Osmiveslice             | Spojené státy americké (USA) · Marvin Stalder · John Brinck · Francis Frederick · William Thompson · William Dally · James Workman · Hubert A. Caldwell · Peter Donlon · Donald Blessing | Velká Británie (GBR) · Jamie Hamilton · Guy Oliver Nickalls · John Badcock · Donald Gollan · Harold Lane · Gordon Killick · Jack Beresford · Harold West · Arthur Sulley | Kanada (CAN) · Frederick Hedges · Frank Fiddes · John Hand · Herbert Richardson · Jack Murdoch · Athol Meech · Edgar Norris · William Ross · John Donnelly |

## Přehled medailí
| Pořadí | Země                         | Zlato | Stříbro | Bronz | Celkově |
| ------ | ---------------------------- | ----- | ------- | ----- | ------- |
| 1      | Spojené státy americké (USA) | 2     | 2       | 1     | 5       |
| 2      | Velká Británie (GBR)         | 1     | 2       | 1     | 4       |
| 3      | Švýcarsko (SUI)              | 1     | 1       | 0     | 2       |
| 4      | Itálie (ITA)                 | 1     | 0       | 1     | 2       |
| 5      | Austrálie (AUS)              | 1     | 0       | 0     | 1       |
| 5      | Německo (GER)                | 1     | 0       | 0     | 1       |
| 7      | Kanada (CAN)                 | 0     | 1       | 1     | 2       |
| 8      | Francie (FRA)                | 0     | 1       | 0     | 1       |
| 9      | Rakousko (AUT)               | 0     | 0       | 1     | 1       |
| 9      | Belgie (BEL)                 | 0     | 0       | 1     | 1       |
| 9      | Polsko (POL)                 | 0     | 0       | 1     | 1       |
| Celkem | Celkem                       | 7     | 7       | 7     | 21      |